# غودباي (أغنية)
«غودباي» (بالإنجليزية: Goodbye)‏، هي أغنية لفرقة الهارد روك البريطانية ديف ليبارد من ألبومها يوفوريا. وصلت الأغنية للمرتبة 54 على لائحة الأغاني المنفردة في المملكة المتحدة.

## قائمة الأغاني

### سي دي: بلادجن ريفولا - ميركري / 562 289-2 (المملكة المتحدة) / الجزء 1
قرص القراءة فقط المحسن هذا يحتوي على الأغنية المصورة المسجلة لـ«غودباي»
ُ# «غودباي» (الفيديو)
1. «بيرن آوت»
2. «إيمورتال»

### سي دي: بلادجن ريفولا - ميركري / 562 288-2 (المملكة المتحدة) / الجزء 2
1. «غودباي»
2. «هو دو يو لاف؟»
3. «وين لاف أند هيت كولايد» (الفيديو)